# Markus Weissenberger
Markus Weissenberger (ur. 8 marca 1975 r. w Lauterach) – austriacki piłkarz występujący na pozycji pomocnika w LASK Linz.
Wcześniej również występował w LASK Linz, a także w Arminii Bielefeld, TSV 1860 Monachium i Eintrachcie Frankfurt.
Od 1999 jest reprezentantem Austrii, w której rozegrał jak na razie 29 spotkań i strzelił 1 bramkę.